# Сен-Виц
Сен-Виц (фр. Saint-Witz) — муниципалитет во Франции, в регионе Иль-де-Франс, департамент Валь-д'Уаз. Население — 1 925 человек (1999).
Муниципалитет расположен на расстоянии около 31 км северо-восточнее Парижа, 38 км восточнее Сержи.

## Демография
Динамика населения (Cassini и INSEE):